# 明亞省
明亞省（阿拉伯语：محافظة المنيا），或称米尼亚省或敏亞省，是埃及的一個省，位于該國中北部。首府明亞。面积3萬2279平方公里，2006年统计人口417萬9309人，2011年估計人口約460萬人。
在九成人口為穆斯林的埃及，基督徒在明亞省佔全省人口約35%。

## 名人
- 第四王朝法老胡夫
- 塔哈·侯賽因

## 外部連結
- 官方網頁 （页面存档备份，存于） （阿拉伯文）